# Macobraj

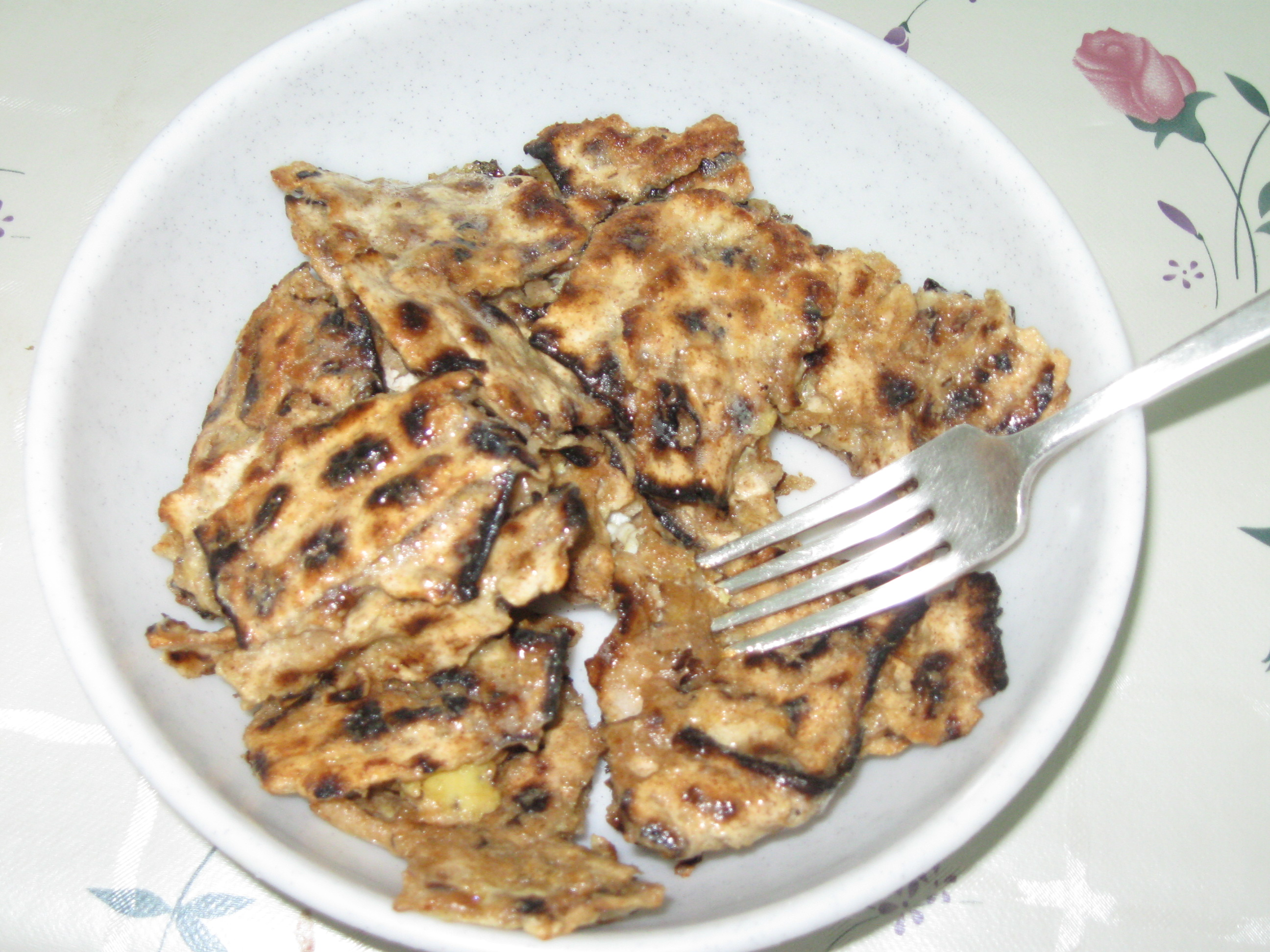
Macobraj

Macobraj (jidysz: מצה ברײַ; hebr.: מצה בריי lub מצה מטוגנת) – potrawa Żydów aszkenazyjskich, która jest przyrządzana z pokruszonej oraz skropionej wodą lub mlekiem macy, smażonej następnie w odpowiedniej temperaturze na tłuszczu z rozkłóconymi jajkami. Niekiedy dodawana jest także tarta cebula lub szczypiorek. Potrawa jest na końcu przyprawiana do smaku solą oraz pieprzem lub spożywana jest na słodko z dodatkiem owoców, dżemu lub cukru.